# Astragalus raphaelis
Astragalus raphaelis är en ärtväxtart som beskrevs av Giovanni Ferro. Astragalus raphaelis ingår i släktet vedlar, och familjen ärtväxter. Inga underarter finns listade i Catalogue of Life.